# 北京市食品供应处34号供应部
北京市食品供应处34号供应部有限公司，是隶属于北京二商集团下属的北京市东方友谊食品配送公司的一家食品供应企业。该企业除了商业经营外，还是北京市食品特供体系的主要部门。

## 历史
34号供应部是中华人民共和国特供体系的一部分，是北京市食品特供体系的主要工作部门。特供是从中华人民共和国创建伊始便开始的一项食品供应任务，起初是在物资普遍短缺的情况下为党和国家领导人、外国元首来访以及国宴等重大国事活动等提供安全的食品保障，是一项长期的政治任务。早期的特供主要供应三类对象：一是全国性重要会议和活动，二是外国元首以及驻华使馆人员等，三是中央首长、特殊工种及高级知识分子等特需人员。
中华人民共和国成立初期，为保证中央领导人的人身安全及健康，中央人民政府公安部设立了食品专供站，即中南海特需供应站（对外称北京饭店招待所），隶属公安部八局五处（食品保卫处）。该站起初是处级单位，下设一室四科，管辖包括巨山农场在内的数个生产基地，专门为中央领导人生产和加工优质副食品。各生产基地设备先进，连猪舍和养牛场均聘请苏联专家设计建造。
为保证安全，中南海特需供应站的业务干部与职工均由北京市商业局选调，保卫干部与化验人员均由北京市公安局选派、公安部八局任命。这些工作人员的出身和家庭成分均经过严格的审查，并且政治可靠、思想过硬。他们的工作多次受到中央表彰，9位特供工作者曾经先后受到中共中央主席毛泽东接见。
1955年11月3日，《关于成立副食供应小组的报告》呈交北京市人民委员会领导，该报告内称：
……目前，北京市对中央首长、外国专家、驻京使馆、各大饭店、医院的副食品供应工作，在数量、质量、及时、安全、供应标准、价格等方面均存在问题……建议成立专门机构，实行严格的计划管理。统筹特殊副食品的货源；制定供货计划和特供标准，统筹解决首都的外国专家、外宾、重大宴会、驻华使馆、各大饭店、特殊医院及国内高级首长的食品供应问题。
1955年12月，在北京市市长彭真亲自过问下，北京市成立了由北京市人民代表大会常务委员会副秘书长李公侠、彭城等9人组成的特种供应领导小组。特供任务从公安部移交给中共北京市委。
特种供应领导小组明确了特种供应的范围，并确定了经营方针为：在保证食品绝对安全的前提下，实行企业化管理以及经济核算制度。可以暂时不上缴利润，但要保证食品质量，而且商品价格不得高于市场价格。
特供任务移交后，起初交由北京市第三商业局负责，后又划归北京市第二商业局（简称“二商局”，成立于1955年）负责。特种供应领导小组最初在北京市第三商业局特供站以及北京饭店供应科的基础上成立了北京市食品供应处，作为具体工作部门，其下还成立了北京市食品供应处34号供应部，成为北京市食品特供的核心工作部门，围绕其形成了比较完整的食品特供系统。
34号供应部是北京市食品供应处所属的首家企业，因位于北京市东城区锡拉胡同34号，而得名“34号供应部”。该供应部自1956年起承担中央领导、外宾和重要会议的食品供应任务。比如1972年尼克松访华等各类国内国际重大活动的特供均由该供应部承担。由于业务量不断扩大，从1973年开始，该供应部在原址新建了综合楼，紧邻东安门大街，1976年末，北京市食品供应处机关和34号供应部迁入该址。
随着改革开放，中华人民共和国食品短缺的情况逐渐不复存在。1980年代末，部分全国政协委员提出取消高级干部特供点的提案，中共中央政治局随后通过决定，规定“取消对领导同志的少量食品‘特供’”。中共北京市委主办的《前线》杂志1989年第9期还刊登了《为什么要取消对领导同志的少量食品特供》答读者问，文章指出特供本来是极少数主要领导人才能享受，后来领导干部层层仿效，连部分县级领导干部也提出非分要求，中央决定取消特供，是从原则高度看问题。但后来对领导干部的特供实际上并未取消，反而又有新发展。34号供应部也仍然在为领导干部提供特供食品。
1993年二商局经国务院批准转制为北京食品工贸集团总公司，1997年又按照现代企业制度改制为由北京市人民政府授权经营的国有独资的北京二商集团有限责任公司（北京二商集团）。34号供应部隶属北京二商集团下属的北京市东方友谊食品配送公司，北京二商集团也成为北京特供的主要承担单位。如今34号供应部位于北京市丰台区玉泉营街道南三环西路85号。

## 现状
随着中华人民共和国市场经济的发展，34号供应部除保证食品特供任务之外，也逐渐转向商业化经营。该公司网站中曾经写道：
近年来，面对市场经济大潮，“34号”在确保特需供应的同时，加强了对企业品牌资源的开发和利用。先后注册了“34号”的图形、数字和文字等商标，推出了自有品牌商品：玉醇酒、龙徽干红葡萄酒、故宫御膳房酒等。同时，计算机信息管理系统的引入，现代化的食品检测中心的建立，各项基础设施的改善，提升了企业的硬件水平和管理档次，为34号向现代化企业发展奠定了基础。34号供应部主要经营全国名优烟酒、糖茶、罐头、饮料、中西餐调料、禽蛋、肉类、水产海味、粮油制品及进口商品等1600多个品种。